# こいぬ座
こいぬ座（こいぬざ、ラテン語: Canis Minor）は、現代の88星座の1つで、プトレマイオスの48星座の1つ。イヌをモチーフとしており、より大きなおおいぬ座との対比で「小さい方の犬」を意味する学名が付けられている。α星とβ星以外には目立つ星のない、小さな星座である。
α星プロキオンは全天21の1等星の1つで、プロキオンとおおいぬ座のα星シリウス、オリオン座のα星ベテルギウスの3つの1等星が形作る三角形のアステリズムは「冬の大三角 (英: Winter Triangle)」と呼ばれる。

## 由来と歴史
古代ギリシアでは、「犬の前」を意味する「プロキュオーン (Προκύων)」という名前が、こいぬ座とこいぬ座で最も明るい星の両方を指す言葉として使われていた。紀元前3世紀前半のマケドニアの詩人アラートスの教訓詩『パイノメナ (古希: Φαινόμενα)』では「プロキュオーン (προκύων) も双子の下方に美しく輝く」と記され、紀元前3世紀後半の天文学者エラトステネースの『カタステリスモイ (古希: Καταστερισμοί)』でも「プロキュオーン (Προκύων)」という言葉が用いられている。古代ローマでも引き続きプロキオン (Procyon) の名が使われた。1世紀初頭の古代ローマの著作家ヒュギーヌスの『天文詩 (羅: De astronomia)』でも「大きいほうの犬よりも先に昇ってくるので Procyon と呼ばれる」と記されている。
帝政ローマ期2世紀頃のクラウディオス・プトレマイオスは、天文書『マテーマティケー・シュンタクシス (古希: Μαθηματικὴ σύνταξις)』、いわゆる『アルマゲスト』の中で、おおいぬ座の「キュオーン (Κύων)」に対して、その前に天に上ってくるこの星座を「犬の前」を意味する「プロキュオーン (Προκύων)」と呼んで48の星座の1つに挙げた。この星座の星の数は、エラトステネースやヒュギーヌス、ヒッパルコスは3個としており、プトレマイオスは2個としていた。
10世紀頃のイラン・ブワイフ朝の天文学者アブドゥッ゠ラフマーン・アッ゠スーフィーの著書『星座の書 (كتاب صور الكواكب الثابتة Kitāb ṣuwar al-kawākib aṯ-ṯābita / al-thābita)』では、こいぬ座は「小さい方の犬」を意味する「アル゠カルブ・アル゠アスガル (الكلب الأصغر al-kalb al-aṣġar / al-aṣghar)」と呼ばれていた。これは、おおいぬ座を「大きい方の犬」という意味の「アル゠カルブ・アル゠アクバル (الكلب الأكبر al-kalb al-akbar)」と呼んだことに対応している。

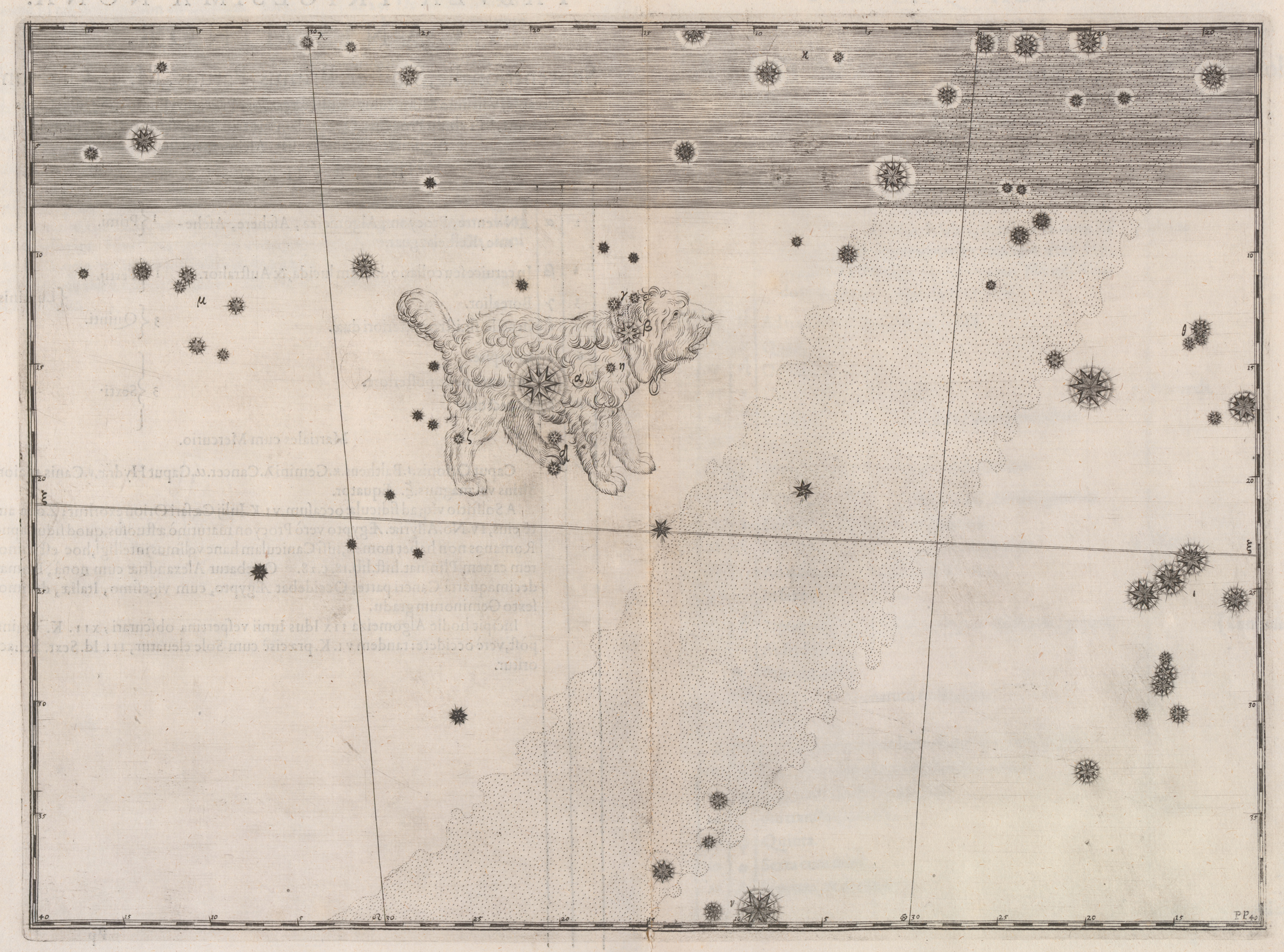
ヨハン・バイエルの『ウラノメトリア』（1603年）に描かれたこいぬ座。

イスラム世界からヨーロッパに天文学が流入したのちのルネサンス期以降は、主に Canis Minor が星座名として使われるようになった。17世紀初頭のドイツの法律家ヨハン・バイエルは、1603年に刊行した星図『ウラノメトリア』で、星座名を CANIS MINOR として、α から η までのギリシャ文字8文字を用いてこいぬ座の星に符号を付した。
19世紀イギリスの天文学者リチャード・アンソニー・プロクターは、星座名を簡略化するために、おおいぬ座を「Canis（犬）」、こいぬ座を「Felis（猫）」とすることを提案したが、世に受け入れられることはなかった。
1922年5月にローマで開催されたIAUの設立総会で現行の88星座が定められた際にそのうちの1つとして選定され、星座名は Canis Minor、略称は CMi と正式に定められた。

### 中国

古今図書集成に描かれた井宿の星官。左中段に南河、上段に水位が描かれている。

ドイツ人宣教師イグナーツ・ケーグラー（戴進賢）らが編纂し、清朝乾隆帝治世の1752年に完成・奏進された星表『欽定儀象考成』では、こいぬ座の星のうち5つの星が二十八宿の南方朱雀七宿の第1宿の「井宿」の一部とされた。ε・β・αの3星はオルドス高原を東に流れる黄河の本流を表す星官「南河」に配され、6・11 の2星はかに座の2つの星とともに河川の水面の高さを表す星官「水位」に配された。

## 神話

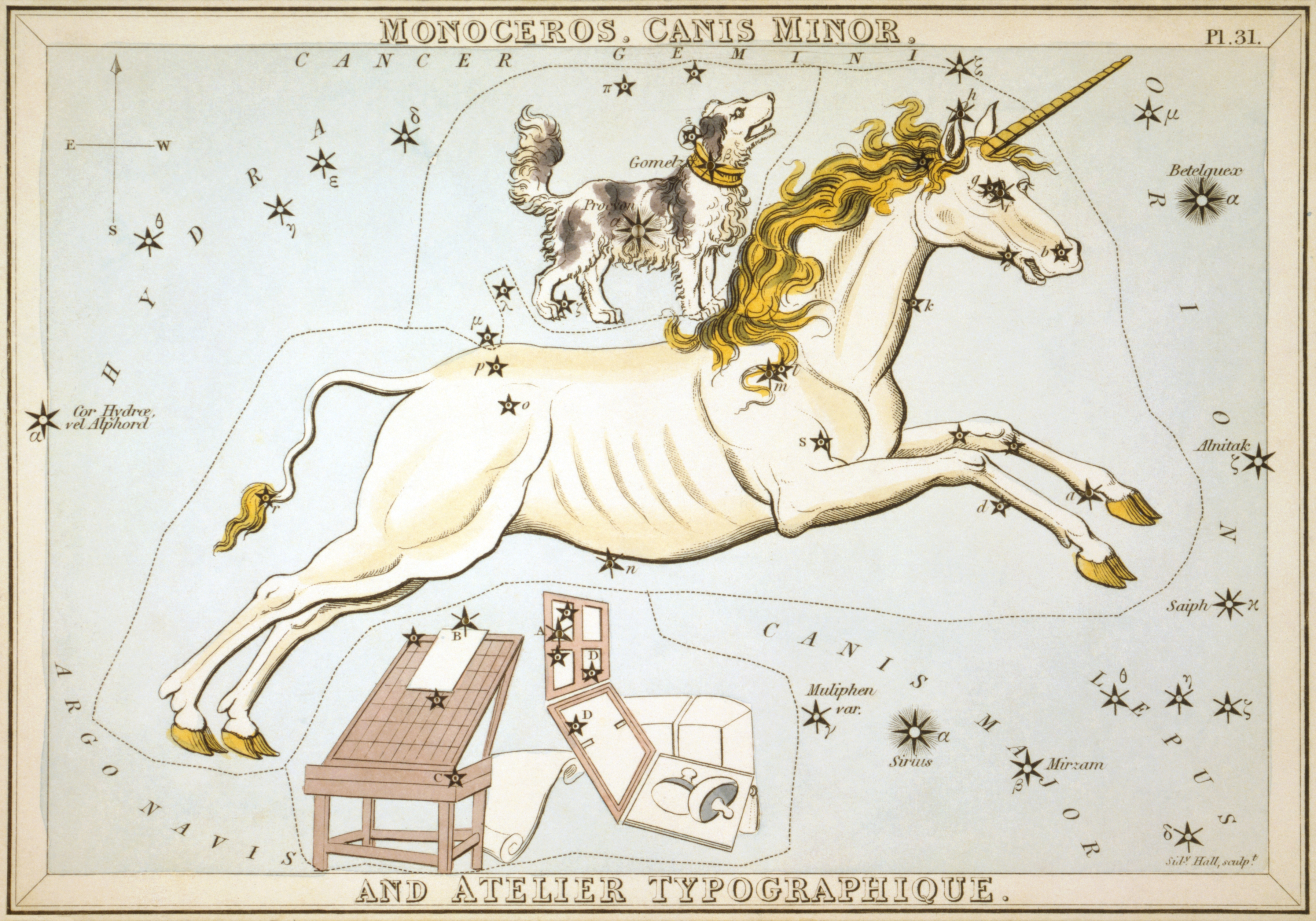
19世紀の星座カード集『ウラニアの鏡』に描かれたこいぬ座。

古代ギリシアには、こいぬ座に神話・伝承は存在しなかった。こいぬ座はおおいぬ座とともにオリオンの犬と見做されたが、オリオンと犬にまつわる伝承は存在しない。
こいぬ座に関連する伝承が生まれたのは、時を下った古代ローマ時代になってからである。1世紀頃の著作家ヒュギーヌスは著書『天文詩 (Poeticon astronomicon)』の中で、アッティカ地方を舞台とする伝承として、豊穣神リーベルからブドウとワインの製法を教わったイーカリオスの飼い犬マイラに関する話を伝えている。この伝承では、非業の死を遂げたイーカリオスと娘のエーリゴネー、飼い犬のマイラを悼んだユピテルが、イーカリオスをうしかい座、エーリゴネーをおとめ座、マイラをプロキオンとして天に上げた、としている。
日本では「狩人アクタイオーンの猟犬メランポスがこいぬ座となった」とする話が紹介されることがあるが、この説の出典となる星座にまつわる神話・伝承を伝える古代ギリシア・ローマの文献は全く示されておらず、出所不明の伝承である。たとえば、アラートスの『パイノメナ』、エラトステネースの『カタステリスモイ』、ヒュギーヌスの『天文詩 (Poeticon astronomicon)』、伝アポロドーロスの『ビブリオテーケー』、オウィディウスの『変身物語 (Metamorphoses)』などの星座と関連したギリシア・ローマ神話の出典とされる文献には、「メランポスがこいぬ座のモデルとなった」と伝える文言は一切見られない。オウィディウスの『変身物語』にはアクタイオーンの飼い犬としてメランプスが登場するが、それは名前の挙げられた36匹の飼い犬の1匹としてであり、こいぬ座との関連は一切語られていない。辛うじて、19世紀末のアメリカのアマチュア博物学者リチャード・ヒンクリー・アレンの著書『Star-Names and Their Meanings』 (1899) でアクタイオーンの飼い犬とこいぬ座に関係がある可能性が示されているが、それも「神話学者はアクタイオンの犬、ディアーナの犬、エジプトのアヌビスなどとしているが」とわずかに触れられたのみである。

## 呼称と方言
世界で共通して使用されるラテン語の学名は Canis Minor、日本語の学術用語としては「こいぬ」とそれぞれ正式に定められている。現代の中国でも、小犬座という名称が使われている。
日本では、明治初期の1874年（明治7年）に文部省より出版された関藤成緒の天文書『星学捷径』や1879年（明治12年）にノーマン・ロッキャーの著書『Elements of Astronomy』を訳して刊行された『洛氏天文学』で「小犬」と紹介された。その後も和名が変わることはなく、1944年（昭和19年）に天文学用語が見直しされた際も「小犬（こいぬ）」とされた。戦後の1952年（昭和27年）7月に日本天文学会が「星座名はひらがなまたはカタカナで表記する」とした際に「こいぬ」が日本語の学名として定まり、以降この呼び名が継続して用いられている。

### 方言
αとβの2つの星のペアを「フタツボシ」と呼んでいたことが神奈川県横須賀市長井で記録されている。漁師は、11月の夜明け頃にフタツボシが南中するのに合わせてキス釣りの底延縄漁に出掛けたという。また、宮城県本吉郡唐桑町（現・気仙沼市）には、この2つの星のペアを門松の柱に見立てて「ミナミマツグイ（南松杭）」と呼んでいた。これはカストルとポルックスのペアを「キタノマツグイ（北松杭）」と呼んだのと対を成す呼び名であった。

## 主な天体
銀河平面に近い位置にあるが、目立つ星団や星雲はない。1等星のプロキオンと3等星のゴメイサを除けば、あとは4等星以下の暗い星ばかりである。

### 恒星
2024年1月現在、国際天文学連合 (IAU) によって2個の恒星に固有名が認証されている。
- α星：太陽系から約11.5 光年の距離にある連星系[48]。F型スペクトルで1.478±0.012 M☉（太陽質量）の主星Aと白色矮星で0.592±0.006 M☉の伴星Bが、互いの共通重心を約40.84 年の周期で公転している[49]。
  - A星：見かけの等級0.37 等、スペクトル型 F5IV-V の1等星[48]。こいぬ座で最も明るい恒星で、全天21の1等星の1つとされる。2015年の研究では、誕生から約27億 年が経過しているとされた[49]。主系列星から準巨星に移行しつつあると見られている。ギリシャ語で「犬の前」を意味する Προκύων に由来する[50]「プロキオン[51](Procyon[47])」という固有名が認証されている。この呼称は、シリウスが地平線から昇る直前にこの星が昇っていたことに由来するとされる[50]。
  - B星：見かけの明るさ10.92 等、スペクトル型 DQZ の白色矮星[52]。DQZ は、白色矮星で分光スペクトル中に金属と炭素の吸収線が見られることを示している[53]。ドイツの天文学者フリードリヒ・ヴィルヘルム・ベッセルが1844年に発表した論文で、シリウスの伴星Bとともにその存在が提唱され[54]、半世紀以上後の1896年にリック天文台のジョン・マーチン・シェバーリによって発見された[55][56]。
- β星：見かけの明るさ2.89 等、スペクトル型 B8Ve のB型主系列星で、3等星[57]。分光スペクトル中に星から放出されたガスが周囲にあることを示す水素の輝線が見られる「Be星」に分類されている[57]。カナダ宇宙庁の宇宙望遠鏡MOSTによる2007年の研究で、ミリ等級レベルでの変光が観測された[58]。また2017年の研究では、主星の周囲を回る約0.42 M☉の伴星が存在することが示唆された[59]。A星には、アラビア語で「涙ぐむもの」という意味の言葉に由来する[50]「ゴメイサ[51](Gomeisa[47])」という固有名が認証されている。

### 星団・星雲・銀河
- Abell 24：太陽系から約2,340 光年の距離にある惑星状星雲[60]。1966年にパロマー天文台のジョージ・エイベル（英語版）が発表した惑星状星雲のリストで24番目に挙げられたことから Abell 24 の名前で知られる。

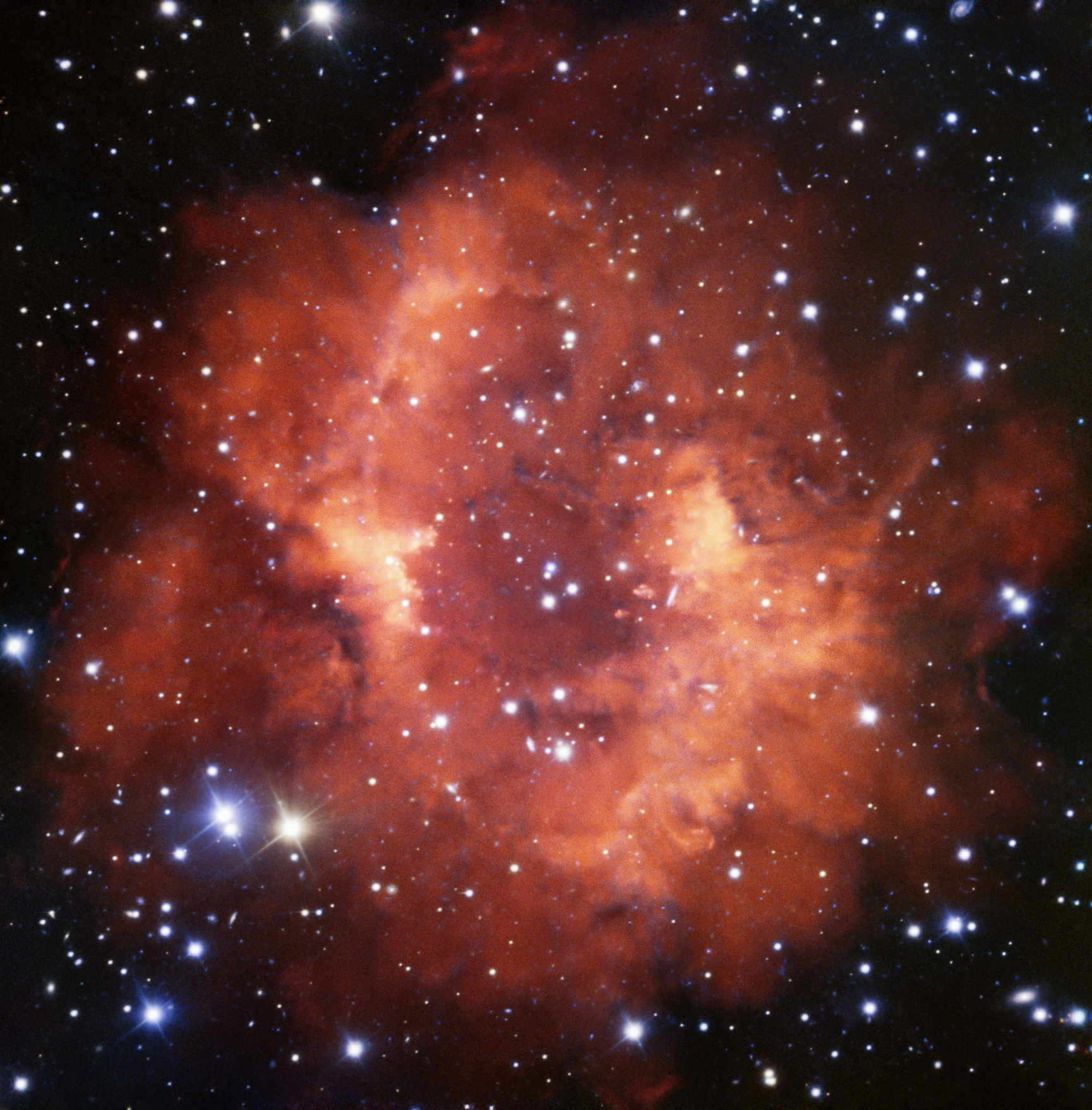
チリ アタカマ砂漠のセロ・パラナル山にあるヨーロッパ南天天文台 (ESO) の超大型望遠鏡VLTが撮影した惑星状星雲Abell 24。

## 流星群
2023年12月現在、こいぬ座の名前を冠した流星群で、IAUの流星データセンター (IAU Meteor Data Center) で確定された流星群 (Established meteor showers) とされているものはない。